# Drabadzi-drabada
«Drabadzi-drabada» — пятый студийный альбом белорусской поп-рок-группы «Крамбамбуля», вышедший 27 декабря 2011 года. Альбом посвящён европейским народным песням, которые исполняются как на белорусском языке, так и на языке оригинала. В общей сложности альбом записан на 10 языках.

## Об альбоме
По словам лидера группы Лявона Вольского первоначальная идея состояла в том, чтобы записать альбом народных белорусских песен, но исполнить их не как фолк, а в каком-нибудь современном жанре. Позже Вольскому в руки попал сборник с народными песнями европейских стран и ему показалась интересной идея записать альбом европейских народных песен исполненных на белорусском языке.
29 ноября 2010 года в студии интернет-портала TUT.BY группа Крамбамбуля в своём часовом живом выступлении представила публике большинство песен из своего готовящегося альбома. 19 декабря в Белоруссии прошли президентские выборы, которые закончились акцией протеста и задержаниями. Через некоторое время в стране появился негласный «чёрный список» деятелей культуры, в который попали люди, так или иначе выразившие поддержку политическим заключённым. Из музыкантов в «списке» оказались: Ляпис Трубецкой, Палац, Крама, N.R.M., Нейро Дюбель, Naka, Змитер Войтюшкевич и Крамбамбуля. В связи с этим был отменён запланированный на 17 марта концерт Крамбамбули в минском ресторане «Госці». Там заявили, что концерт не состоится поскольку музыканты заболели. «Может быть, я не совсем здоровый на голову, как и все в этой стране. Однако на здоровье не жалуюсь и, наоборот, нахожусь в хорошей вокальной форме», — так прокомментировал эту ситуацию Лявон и в день отменённого концерта специально посетил этот ресторан. В то же время работа над новым альбомом затянулась, поскольку Вольский решил делать второй диск, на который записать те же песни, но уже на языке оригинала.
Новый альбом вышел в свет 27 декабря 2011 года в двух вариантах: на одном диске и на двух. Первый диск включает в себя 12 народных европейских песен исполненных на белорусском языке. На альбоме присутствуют песни Хорватии, Франции, Германии, Италии, Польши, Швеции, Словакии, Ирландии и Литвы, а также три белорусские песни. На втором диске эти же песни исполненные на языке оригинала. Незадолго до выхода альбома группа представила видеоклип на первую песню «Гэта ня ветразь». Концерт-презентация нового альбома должна была состояться 11 февраля в минском клубе «RE:Public», однако концерт был отменён. Крамбамбуля перенесла презентацию в Вильнюс, которая прошла в конце апреля. Одну песню вместе с Крамбамбулей исполнил литовский музыкант Андрюс Мамонтовас.
Ирландская народная песня «Whiskey in the Jar» широко известна не только в Ирландии, но и в мире. В разное время на неё было записано большое количество кавер-версии, в том числе такими группами, как Thin Lizzy и Metallica. По слова Лявона Вольского название альбома отсылает именно к этой песне. В её тексте есть выражение «dum a doo dum a da», которое никак не переводят, даже если песню исполняют на английском языке. Считается, что эти слова означают стукающиеся друг о друга стаканы. Таким образом, по версии Лявона «драбадзі-драбада» это как бы белорусская версия этого выражения (по аналогии также с «напіўся ў драбадан»).

## Список композиций
| №                   | Название                              | Длительность |
| ------------------- | ------------------------------------- | ------------ |
| 1.                  | «Гэта ня ветразь» (Харватыя)          | 3:10         |
| 2.                  | «Карчомка» (Беларусь)                 | 3:57         |
| 3.                  | «Жыў на свеце адвакат» (Францыя)      | 2:46         |
| 4.                  | «Кура-шчабятура» (Беларусь)           | 4:28         |
| 5.                  | «Крамбамбулі» (Нямеччына)             | 3:15         |
| 6.                  | «Макароны» (Італія)                   | 1:53         |
| 7.                  | «Сівы конь» (Беларусь)                | 3:58         |
| 8.                  | «Сэрцу нельга загадаць» (Польшча)     | 3:25         |
| 9.                  | «Цнатлівая Панна і Вадзянік» (Швэцыя) | 2:52         |
| 10.                 | «Зялёна канопля» (Славаччына)         | 2:17         |
| 11.                 | «Зьнікні прэч, туга!» (Ірляндыя)      | 2:53         |
| 12.                 | «Мур на пагорку» (Літва)              | 4:08         |
| Общая длительность: | Общая длительность:                   | 39:06        |

| №                   | Название                       | Длительность |
| ------------------- | ------------------------------ | ------------ |
| 1.                  | «To nisu jedra» (Hrvatska)     | 3:10         |
| 2.                  | «Карчомка» (Belarus)           | 3:57         |
| 3.                  | «Il Etait Un Advocat» (France) | 2:46         |
| 4.                  | «Кура-шчабятура» (Belarus)     | 4:28         |
| 5.                  | «Krambambuli» (Deutschland)    | 3:15         |
| 6.                  | «Maccheroni» (Italia)          | 1:53         |
| 7.                  | «Сівы конь» (Belarus)          | 3:58         |
| 8.                  | «Cicha woda» (Polska)          | 3:25         |
| 9.                  | «Jungrun och Nacken» (Sverige) | 2:52         |
| 10.                 | «Konopa, konopa» (Slovensko)   | 2:17         |
| 11.                 | «Whiskey in the Jar» (Irlanda) | 2:53         |
| 12.                 | «Ant kalno murai» (Lietuva)    | 4:08         |
| Общая длительность: | Общая длительность:            | 39:06        |

## Участники записи
- Лявон Вольский — вокал
- Павел Третяк — гитара, мандолина, ситар, акустическая гитара, программинг
- Олег Гарус — гитара, бэк-вокал
- Алесь-Францишек Мышкевич — бас-гитара, бэк-вокал
- Сергей Штендер — ударные, перкуссия, бэк-вокал
- Константин Карпович — тромбон, бэк-вокал
- Родослав Сосновцев — труба, бэк-вокал
- Андрей Бобровко — запись, микширование, мастеринг
- Аранжировки — Крамбамбуля[1]

## Рецензии
Альбом был хорошо встречен критиками. На сайте Experty.by его средний бал 8 из 10. Отмечалось, что этим альбомом группа выходит на новый уровень своего развития. При этом альбом критиковали за обилие гитар и слишком тяжёлый звук, что по мнению некоторых обозревателей плохо соотносится с народной музыкой. На euroradio.fm альбом назвали попыткой культурной интеграции с Европой, через знакомство с песнями друг друга.